# Primorje (Ekvatorska Gvineja)
Primorje je pokrajina u Ekvatorskoj Gvineji. Njegov glavni grad je Bata, dok su druga dva grada Mbini i Kogo. Ova pokrajina je najnapučenija u Ekvatorskoj Gvineji i u njoj živi 298.414 stanovnika.
Zapadna granica Primorja je obala Gvinejskog zaljeva, i to je jedina pokrajina u sastavu regije Rio Muni koja ima izlaz na more. Na kopnu graniči sa sljedećim regijama:
- Središnji jug, pokrajina unutar Ekvatorske Gvineje na istoku
- Regija Jug, Kamerun, na sjeveru
- Estuaire, Gabon, na jugu

Sastoji se od sljedećih općina:
- Bata
- Mbini
- Kogo
- Machinda
- Bitika
- Corisco
- Río Campo